# Charles Lloyd (poeta)

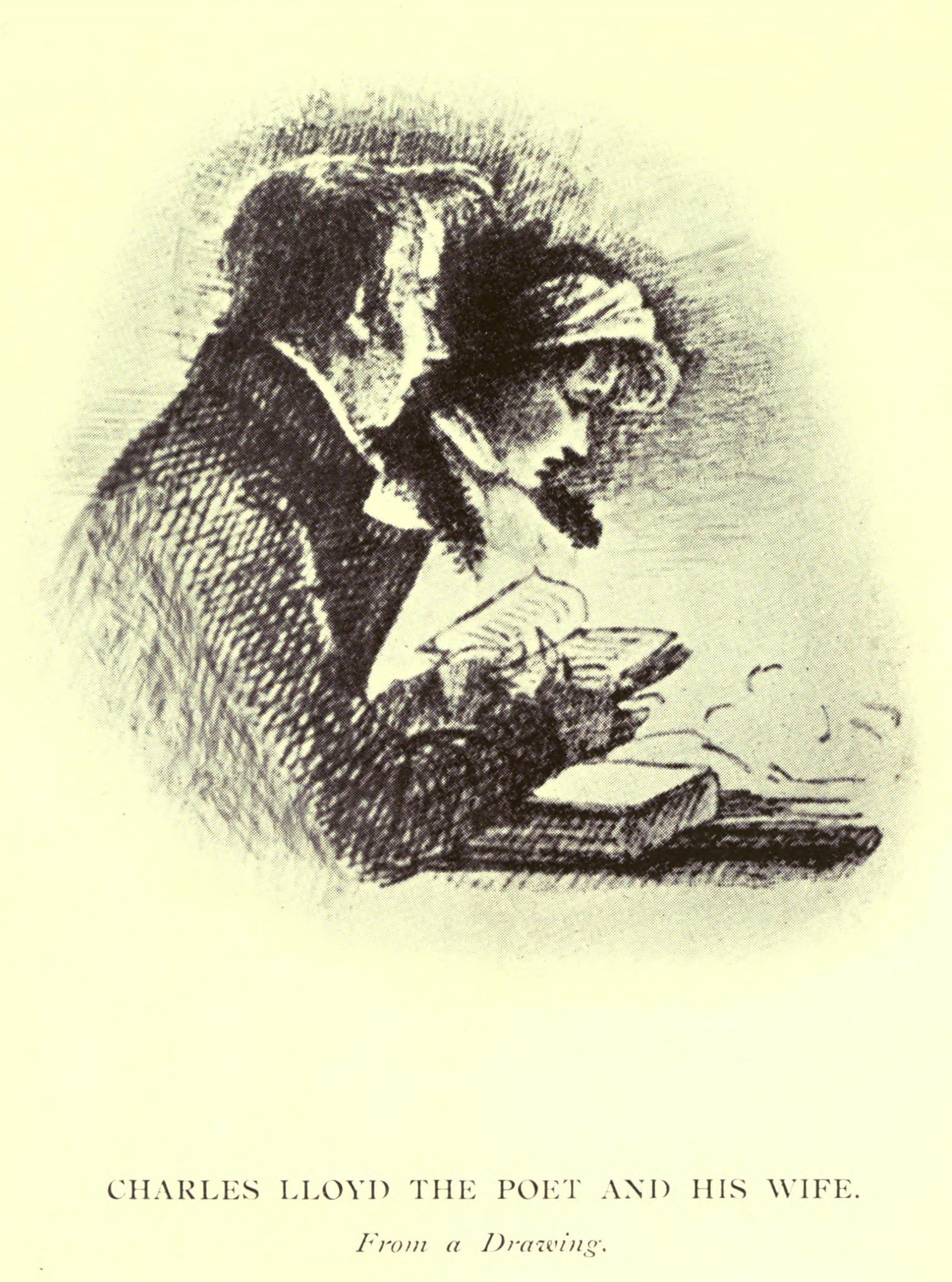

Charles Lloyd (Birmingham, 12 febbraio 1775 – nei pressi di Versailles, 16 gennaio 1839) è stato un poeta inglese, amico di Charles Lamb, Samuel Taylor Coleridge e Thomas de Quincey. La sua opera più nota è Desultory Thoughts in London.